# Maria Geburt (Altenhain)

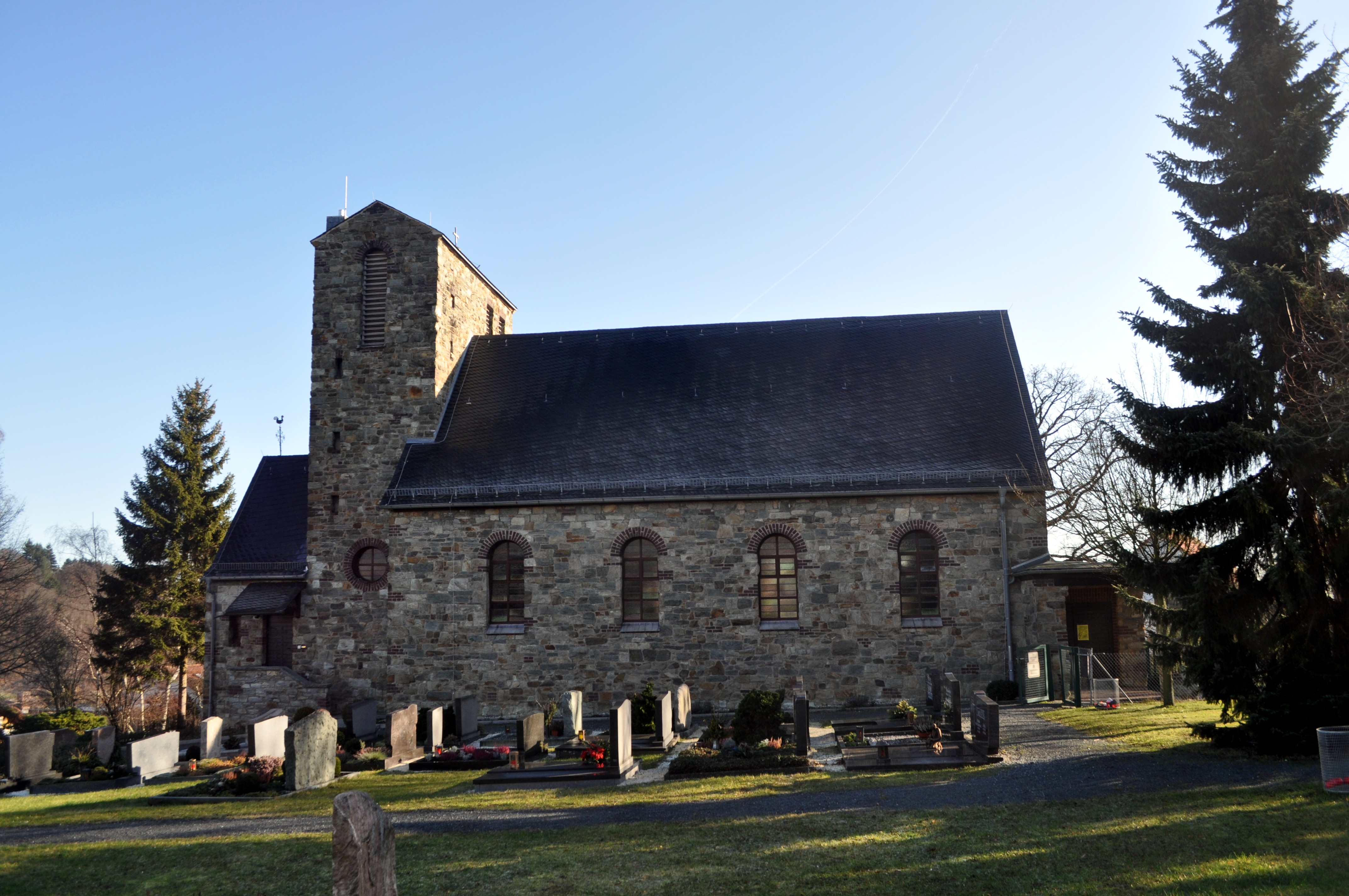
Maria Geburt in Altenhain

Die römisch-katholische, denkmalgeschützte Pfarrkirche Maria Geburt steht im Ortsteil Altenhain der Gemeinde Bad Soden am Taunus im Main-Taunus-Kreis in Hessen. Die Kirchengemeinde gehört zum Pastoralen Raum Bad Soden im Kirchenbezirk Main-Taunus des Bistums Limburg.

## Geschichte
Die Fachwerkkirche aus dem Jahr 1710 wurde am 18. Mai 1885 durch ein Gewitter stark beschädigt. Die drei Kirchenglocken sowie die 1858 von Carl Jakob Ziese gebaute Orgel, die damals noch im Chor hinter dem Altar stand, und die Turmuhr blieben weitgehend unbeschädigt. Die damals zuständigen Behörden schlugen nur die nötigen Reparaturen der beschädigten Kirche vor. Die Altenhainer Kirchengemeinde stimmte jedoch für einen Neuaufbau der Kirche. So wurde nach Plänen von Albert Boßlet am 30. Juli 1886 der Grundstein für die neue Kirche gelegt, die am 6. November 1887 eingeweiht wurde.

## Beschreibung
Die neuromanische Saalkirche wurde im Rundbogenstil aus Quarzit gebaut. Im Norden des Kirchenschiffs steht der eingezogene, querrechteckige Kirchturm. Beide sind mit Satteldächern bedeckt. Im Glockenstuhl hingen drei Kirchenglocken, von denen zwei sowohl im Ersten als auch im Zweiten Weltkrieg eingeschmolzen wurden. Erst seit August 1950 ist das Geläut wieder komplett. Die Kirchenausstattung, wie das Altarretabel von 1693 stammt aus der ehemaligen Karmeliterkirche Frankfurt am Main. Die heutige Orgel mit 16 Registern, zwei Manualen und einem Pedal wurde 1996 vom Oberlinger Orgelbau errichtet.